# Weil der Mensch zählt
Weil der Mensch zählt (ang. Man is the Measure of all Things) – utwór austriackiego wokalisty Alfa Poiera, napisany przez samego artystę w języku niemieckim i styryjskim (dialekcie języka niemieckiego używanego na terenie Styrii), nagrany oraz wydany w 2003 roku i umieszczony na jego albumie kompilacyjnym pt. Alf Singt Die Schönsten Lieder Mit Band.

## Historia utworu

### Konkurs Piosenki Eurowizji 2003
Singiel reprezentował Austrię podczas finału 48. Konkursu Piosenki Eurowizji w 2003 roku, wygrywając krajowe eliminacje eurowizyjne Song:// null.drei. Po finale selekcji pojawiły się podejrzenia o zbyt wczesną publikację (według regulaminu eliminacji) zwycięskiej piosenki na re-edycji płyty artysty. Krajowy nadawca Österreichischer Rundfunk (ORF) zaprzeczył jednak doniesieniom, potwierdzając dopuszczenie utworu do udziału w finale Konkursu Piosenki Eurowizji.
Jak przyznał podczas konferencji prasowej performer: „nie przyjechałem (...), by nieść pokój. Europa jest teraz fizycznie i duchowo Hiroszimą. (...) Z pomocą mojej piosenki będę chciał wlać mleko w spragnione usta Europy”. W finale konkursu, który odbył się 24 maja, Poier zajął ostatecznie szóste miejsce w klasyfikacji finałowej. Podczas występu towarzyszyły mu chórzystki Manuela Pan i Tamara Stadnikow. Artysta skomentował wynik słowami: „Jestem rozczarowany. Jestem ukrzyżowanym Mesjaszem popkultury współczesnej Europy. Zajęcie przeze mnie szóstego miejsca jest dowodem na brak gustu oraz duchowy upadek Europy. Nie zamierzam brać psychicznego upokorzenia za to i protestować przeciwko wynikowi, będącego efektem polityki i nacjonalizmu. Europa nie jest jeszcze na mnie gotowa do mnie, ale nauczę ten kontynent. Na szczęście to nie ja przegrałem, ale Austria. 

## Lista utworów
CD Maxi-single
1. „Weil der Mensch zählt”
2. „Chinalied”
3. „Der Nachbar het an Hut auf”